# Kostel svatého Jana Křtitele (Lomnice nad Lužnicí)
Kostel svatého Jana Křtitele v Lomnici nad Lužnicí je farní kostel římskokatolické farnosti Lomnice nad Lužnicí a kulturní památka České republiky s názvem „kostel sv. Jana Křtitele se hřbitovem“.

## Historie
První písemné zmínky o tomto kostele pocházejí ze 14. století. V letech 1358 a 1650 kostel vyhořel. V letech 1779, 1793 a 1872 byl upravován.
V roce 1882 byly od táborského varhanáře V.M. Mölzera pořízeny varhany. Za 1. světové války byly zdejší zvony zrekvírovány. V meziválečném období byly pořízeny zvony nové, ty však byly během 2. světové války také zrekvírovány. Dne 3. května 1958 byl kostel prohlášen za kulturní památku.

## Popis
Kostel byl postaven v gotickém stylu, v baroku však byl upravován, je jednolodní. Kněžiště má polygonální závěr – je pětiboké, má opěráky. Čtyřboká věž byla zvýšena a upravena v letech 1779 a 1872; měla zřejmě obranný charakter, má střílny. Sakristie má dvě pole křížové klenby (15. století). Autorem obrazu na hlavním oltáři (1838) je J.Pešek z Lovosic. Oltářní obrazy na bočních oltářích (1861) namaloval domažlický malíř Antonín Wieninger (1820–1889).